# 제23병참여단
제23병참여단(23d Quartermaster Brigade)은 버지니아주 포트 그레그-애덤스에 있는 미국 링육군 병참대|의 학교인 병참학교에서 병과 군사 교육 및 훈련을 맡은 여단이다. 교육훈련부대로 지정되기 전에는 제2차 세계 대전과 한국 전쟁에 참전하였다.

## 역사
1936년 5월 1일, 화물차대 제23병참연대로 구상되어 제3군단 지역에 배정되었다. 1940년 1월 8일 제23병참연대 (화물차), 1942년 4월 1일, 제23병참화물차연대로 재편성되었다가, 마침에 1942년 8월 15일, 텍사스주 캠프 버클리에서 창설되었다. 부대는 태평양 전쟁로 투입되어 서태평양 지역에서 활동을 시작하였고 1943년 10월 23일에 제23병참단으로 개편, 종전한 뒤에는 1946년 11월 30일 하와이주의 스코필드 막사에서 해산하였다. 이듬해 1947년 5월 27일 괌에서 1948년 2월 20일까지 약 1년간 짧게 활동하였다.
한국 전쟁이 발발하자, 1950년 12월 19일 대한민국에서 재소집되었고, 휴전이 된 이후에도 주한 미군의 일원으로서 대한민국에 주둔하다가 1955년 5월 13일에 해산하였다.
1987년 2월 12일, 버지니아주 포트 그레그-애덤스의 훈련교리사령부에 제23병참여단으로서 전속하여 병참 특기를 가진 장병들을 훈육하고 있다.

## 편성
- 본부 및 본부중대
- 제244병참대대; 1986년 2월 12일 ~ 현재
- 제262병참대대; 1986년 2월 12일 ~ 현재
- 제266병참대대
- 제345공군훈련전대 (제37훈련단(영어판))
- 미국 해병대 분견대

## 기록

### 계보
- 1936년 5월 1일, Headquarters and Headquarters Detachment, 23d Quartermaster Regiment (Truck-Corps)
→화물차대 제23병참연대, 본부 및 본부분견대
- 1940년 1월 8일, Headquarters and Headquarters Detachment, 23d Quartermaster Regiment (Truck)
→제23병참화물차연대, 본부 및 본부분견대
- 1942년 4월 1일, Headquarters and Headquarters Detachment, 23d Quartermaster Truck Regiment
→제23병참화물차연대, 본부 및 본부분견대
- 1943년 10월 23일, Headquarters and Headquarters Detachment, 23d Quartermaster Group
→제23병참단, 본부 및 본부분견대
- 1950년 12월 19일, Headquarters and Headquarters Company, 23d Quartermaster Group
→제23병참단, 본부 및 본부중대
- 1954년 4월 1일, Headquarters and Headquarters Detachment, 23d Quartermaster Group
→제23병참단, 본부 및 본부분견대
- 1987년 2월 12일, Headquarters and Headquarters Company, 23d Quartermaster Brigade
→제23병참여단, 본부 및 본부중대

### 전역
| 스트리머                            | 내역 |
| ----------------------------------- | --- |
| 제2차 세계 대전, 아시아-태평양 전구 | 서태평양 |
| 한국 전쟁                           | - CCF 개입 - 첫 번째 UN 역공 - CCF 춘계 공세 - UN 하계-추계 공세 - 두 번째 한반도 겨울 - 1952년 한국 하계-추계 - 세 번째 한반도 겨울 - 1953년 한국 하계 |

### 스트리머
| 스트리머                  | 내역                                      | 명령서                                     |
| ------------------------- | ----------------------------------------- | ------------------------------------------ |
| 육군 우수부대표창         | 한반도, 1952년 4월 1일 ~ 10월 31일        | 제23병참단, 미국 육군부 일반명령 제53-19호 |
| 육군 우수부대표창         | 한반도, 1952년 11월 1일 ~ 1953년 4월 30일 | 제23병참단, 미국 육군부 일반명령 제53-55호 |
| 대한민국 대통령 부대 표창 | 한반도, 1950년 9월 19일 ~ 1952년 7월 31일 | 제23병참단, 미국 육군부 일반명령 제55-33호 |

## 참고
1. ↑  “General Orders No. 19” (PDF) (영어). Washington D.C.: Department of Army. 1953년 2월 19일. 2쪽. 2019년 12월 8일에 원본 문서 (PDF)에서 보존된 문서. 2019년 12월 9일에 확인함.
2. ↑  “General Orders No. 55” (PDF) (영어). Washington D.C.: Department of Army. 1953년 6월 30일. 1쪽. 2019년 12월 8일에 원본 문서 (PDF)에서 보존된 문서. 2019년 12월 9일에 확인함.
3. ↑  “General Orders No. 33” (PDF) (영어). Washington D.C.: Department of Army. 1953년 4월 13일. 7쪽. 2019년 12월 8일에 원본 문서 (PDF)에서 보존된 문서. 2019년 12월 9일에 확인함.

- “23d Quartermaster Brigade”. 《globalsecurity.org》 (영어). 2023년 8월 17일에 확인함.